# 차종복 (축구인)
차종복(1967년 6월 1일 ~ 2017년 6월 16일)은 대한민국의 전 축구인이다. 전북 심판 매수 사건으로 인하여 구단에서 꼬리짜르기를 당해  2017년 6월 16일 전주월드컵경기장에서 숨진 채 발견되었다.